# Nu renversé, étendu sur le dos
Nu renversé, étendu sur le dos est un tableau du peintre français Henri Matisse réalisé vers 1946 à Vence, dans les Alpes-Maritimes. Cette huile sur toile laissée à l'état d'esquisse est un nu qui représente une femme alongée sur le dos, la tête renversée vers le coin inférieur droit de la composition. Donnée par les enfants de l'artiste en 1963, l'œuvre est la propriété de la ville de Nice et est conservée au musée Matisse de Nice.